# لیوادیا (فاماگوستا)
لیوادیا (به لاتین: Livadia) یک منطقهٔ مسکونی در قبرس شمالی است که در ناحیه اسکله واقع شده‌است. لیوادیا ۴۴ نفر جمعیت دارد.